# Fishing in Utopia
Fishing in Utopia – Sweden and the Future that Disappeared ist ein 2008 erschienener Reisebericht von Andrew Brown. Das Buch reflektiert die Entwicklung Schwedens seit den 1970er Jahren vom Sozialismus hin zu einer kapitalistischen Gesellschaft, enthält dabei aber auch autobiographische Elemente.
2009 wurde der Autor mit dem Orwell Prize für die politischen Aspekte in seinem Werk ausgezeichnet.

## Handlung
Das Buch Fishing in Utopia ist in 27 Kapitel unterteilt, in denen Andrew Brown seine von den 1970ern bis heute andauernde Beziehung zu Schweden sowie seine persönliche und berufliche Entwicklung beschreibt. Dabei wird der Verlauf gelegentlich von Rückblicken in Browns Vergangenheit unterbrochen.
Das Buch beginnt mit Browns erstem Sommer 1977 in Schweden. Der Brite hat sich mit seiner Freundin Anita, einer Schwedin, mit ihrer Familie in der Kleinstadt Lilla Edet niedergelassen. Während dieser Zeit ist Fischen seine große Leidenschaft. Eine besondere Beziehung entwickelt er zu seiner späteren Schwiegermutter Anna.
Im darauffolgenden Jahr heiratet er seine Freundin und zieht mit ihr nach Nödinge, wo er eine Arbeitsstelle in einer Holzmanufaktur findet. Nach der Geburt seines Sohnes Felix ändert sich sein Leben grundlegend: er zieht sich zunehmend zurück und beginnt als freier Journalist für eine englische Zeitung zu arbeiten. Während einerseits Brown und seine Frau sich langsam auseinander leben, beginnt Brown andererseits, sich in Schweden zu integrieren und nach dem Umzug des Paares nach Uddevalla Anschluss in einem Angelclub zu finden. Schließlich veranlassen ihn seine Ambitionen jedoch nach England zurückzukehren und dort seine Karriere als Journalist weiterzuverfolgen. Kurz nach diesem Schritt scheitert seine Ehe unwiderruflich und er und Anita lassen sich scheiden.
Brown kehrt zunächst im darauffolgenden Jahr (1986) aus Anlass der Ermordung des schwedischen Premierministers Olof Palme nach Schweden zurück, um über das Ereignis zu berichten. Auch sein zweiter Besuch Schwedens nach der Trennung von Anita ist beruflicher Natur: Brown ist unter den Journalisten, die den Papst 1989 auf seiner Reise durch Skandinavien begleiten. Während dieser Reise reflektiert er die Veränderungen der schwedischen Gesellschaft, die ihm zufolge das für sie typische Gefühl von Sicherheit verloren hat.
Bis 2005 besucht Brown Schweden nur sporadisch zu Familienfesten. Als Brown nach zwei Jahrzehnten wieder für längere Zeit nach Schweden zurückkehrt, reist er auf der Suche nach seiner alten Heimat quer durch das ganze Land. Er muss jedoch feststellen, dass es das Schweden, das er kennen und lieben gelernt hatte nicht mehr gibt. Die Städte haben sich verändert, teilweise erkennt er die Orte, an denen er einmal gelebt hatte, nicht mehr wieder. Schweden war ein anderes Land. Die einzigen Konstanten scheinen seine Freunde zu sein, die er jetzt alle wieder besucht. Doch mit der Zeit stellt er fest, dass er bestimmte Dinge wieder erkennt und er lernt Schweden wieder zu lieben.

## Hintergrund
Schweden galt in den 1970er Jahren als eine der sozialistischen Hochburgen. Die Menschen dachten, dass sich Kooperation in einem Land wesentlich mehr lohnt als Egoismus eines Einzelnen und somit setzte sich das Land natürlich zum Ziel, dass jeder Mensch gleichberechtigt ist. Schweden galt eher als ein neutrales Land, so nahmen sie auch nicht am Zweiten Weltkrieg teil und versuchten, bewaffneten Konflikten auszuweichen.
Als der Sozialdemokrat Olof Palme Premierminister von Schweden wurde, wurde das Land zu einem der reichsten der Welt. Zwischen 1932 und 1976 verabschiedete die Regierung soziale Reformen, die unter anderem für hohe Steuern, aber auch für Arbeiterversicherungen sorgten. Die Arbeitslosigkeit war gering, ebenso wie die Wohnungsnot, da neue Sozialwohnungen gebaut wurden. Außerdem stand die Gleichberechtigung der Frau im Mittelpunkt der Politik, genauso wie der Umweltschutz.
Jedoch schuf die Politik ebenso eine Gesellschaft von Konformität und Überwachung durch den Staat war an der Tagesordnung. In den Jahren zwischen 1935 und 1976 wurden 60.000 Schweden vor allem aus der Unterschicht Opfer von Zwangssterilisation. Darunter waren Reisende, junge Frauen, Kleinkriminelle und Landstreicher, deren mentale Verfassung als „subnormal“ oder deren Verhalten als promiskuitiv eingestuft wurde.
In den 1980er und 1990er Jahren schien sich das Land total verändert zu haben. Olof Palme wurde umgebracht und die Sozialdemokraten waren nicht mehr an der Macht, deren Interessen wurden nicht mehr verfolgt und das Wohlfahrtssystem begann in sich zusammenzufallen. Die öffentlichen Zugverbindungen und die Post wurden privatisiert, es wurden Privatschulen gegründet und gefördert. Schweden hatte sich verändert. Die Kriminalität stieg rasant an, ebenso wie der Alkoholkonsum der Bewohner.
Schweden hat sich von einem sozialistischen, sicheren, toleranten Staat zu einer Nation entwickelt, in der es mehr Kriminalität, weniger Sicherheit und ebenso weniger Wohlstand gibt.
Schweden gilt als Vorbild, was Familienpolitik betrifft. Für berufstätige Eltern sorgt die schwedische Regierung für genügend Einrichtungen der Ganztageskinderbetreuung. Dabei ist es ihr wichtig, die Integration von Männern und Frauen in den Arbeitsmarkt gleichermaßen zu gewährleisten.

## Rezensionen
Paul Binding vom Independent charakterisiert Fishing in Utopia in seiner Rezension als „brillantes Buch, das eine komplexe Handlung sehr intelligent, aber auch menschlich aufbereitet und dabei den alten schwedischen Glauben, dass wir alle eine gerechte und freundliche Gesellschaft verdienen, mit einbezieht.“ Für Binding spiegelt das Buch vor dem Hintergrund der Probleme des Protagonisten mit dem schwedischen Lebensstil das britische Problem, sich an eine Gesellschaft anzupassen, die eher von einer Idee als von Tradition beeinflusst wird, wider. Die Veränderungen, die sich während der Abwesenheit Browns in Schweden ereignet haben, führt Binding auf die schwedische Grundhaltung zurück, ein einzigartiges, unvergleichliches Land schaffen zu wollen. Diese Einstellung bekäme „Brown besonders während seiner Ausflüge in die nördliche Wildnis zu spüren“, so Binding.